# Phostria hesusalis
Phostria hesusalis là một loài bướm đêm trong họ Crambidae.